# 芷江文庙
27°27′03″N 109°40′48″E / 27.45083°N 109.68000°E
芷江文庙位于中国湖南省芷江侗族自治县芷江镇小北街，原为沅州府文庙，1997年被列为芷江县文物保护单位，2002年被列为湖南省文物保护单位，2019年被列为全國重點文物保護單位。
文庙始建年代不详，清咸丰九年（1859年）知府张樾、知县李惟丙合议迁至现址，同治元年（1862年）六月动工，次年正月竣工。文庙坐北朝南，占地面积1870平方米，建筑面积1101.94平方米。沿中轴线分布有泮池、戟门、八佾舞坪、祭台、大成殿、崇圣祠，两侧有东西庑和钟鼓室等建筑。主体建筑大成殿面阔五间（17.1米），进深三间（9.3米），高12米，砖木结构，重檐歇山顶。
文庙内还藏有沈从文篆额并书丹的“芷江县警备队队长段君治贤墓志铭”，立于民国十年（公元1921年）。